# Sziklák vére (film, 2009)
A Sziklák vére (eredeti cím: The Hills Run Red) 2009-ben bemutatott amerikai horrorfilm, melyet David J. Schow forgatókönyvéből Dave Parker rendezett. A főszerepben Tad Hilgenbrink, Sophie Monk és William Sadler látható. 
A film 2009. szeptember 29-én jelent meg DVD-n.

## Történet
|  | Alább a cselekmény részletei következnek! |

Tyler megszállottja a Sziklák vére című elveszett horrorfilmnek, amely a valaha készült legijesztőbb film, amiben az őrült sorozatgyilkos, Babyface alakítja a főszerepet. Sok évvel ezelőtt a filmnek nyoma veszett 20 éve, mellyel együtt rendezője, Wilson Wyler Concannon is. Amikor Tyler megtudja, hogy Concannon lánya, Alexa egy éjszakai klubban dolgozik, úgy dönt, hogy találkozik vele, és megkérdezi őt az elveszett filmről. Tylernek rögeszméje a film, és emiatt elhanyagolja a barátnőjét, Seriát. Tyler amikor elmegy Alexához a klubba, aki sztriptíztáncosként dolgozik, megkérdezi őt az elveszett filmről, eközben Serina megcsalja Tylert a barátjukkal, Laloval. Miután Tyler segít Alexának a heroinfüggőségétől visszafogni, elárulja neki, hogy a film lehet hogy az apja otthonába van az erdőben. Így Tyler úgy dönt, hogy elmennek oda Alexával és a többiekkel. Az éjszaka folyamán megtámadja és megkötözi őket 3 helyi paraszt, akik azzal fenyegetőznek, hogy megerőszakolják Alexát és Serinát, de megmenti őket Babyface, aki végez a támadókkal, majd eltűnik onnan. Nem sokkal később Tyler betör egy házba, ahol talál egy vörös szobát, sok filmtekercset lógni a mennyezetről. Amikor Tyler hangokat hall, azt látja, hogy Alexa ki van kötve egy ágyhoz, és kiszabadítja őt. Ketten amikor elhagyják a házat, Serinát a ház előtt találják, de Babyface kitör az ajtóból és nagy erővel nekivágja Tylert a falhoz. Serina elmenekül, Alexát pedig a falhoz nyomja és azt mondja Babyface-nek, hogy "kapd el", majd Serina után fut. Tyler eszméletlen, Alexa pedig mosolyogva közeledik hozzá. Serina a ház előtt parkoló autó alá bújt el, miközben Babyface egy pajtába lép be, majd Serina csendesen átoson a mellette levő épületbe. Serina ledöbbenve véres holttesteket talál odabent, amiről kiderül, hogy egy füstház. Babyface belép a füstházba, de sehol sem találja a lányt, és kimegy. Kiderül, hogy Serina a vérrel teli hordóba bújt el, s amikor átöltözik, elhagyja a füstházat, de Babyface ráugrik a tetőről.
Amikor Tyler felébred, egy kerekesszékhez kötve találja magát. A polcokon sok filmtekercset lát, amiknek a címe Sziklák vére. Tyler ledöbben, amikor Concannon, a Sziklák vére eltűnt rendezője belép az ajtón. A rendező elmondja neki a félelmetes titkait, majd lejátssz egy 20 évvel ezelőtti felvételt a film forgatásáról, melyben Concannon elégedetlen a szereplőt ábrázoló Babyface-el szemben, és dühösen elmagyarázza neki, hogyan kell megfelelően játszani a szerepet. Elveszi Babyfacetől a fejszét és a jelmezt, és erőszakos mozdulattal a fejszével megöli a színészt. Ezután elmondja, hogy a vetítéseket törölték, és valamennyi szereplő eltűnt: Ennek az volt az oka, hogy a film túlságosan erőszakos volt, és minden haláljelenet igazából megtörtént. Azt is megmondja Tylernek, hogy Alexa az anyja Babyface-nek, akit majdnem 13 évesen szült meg, mivel apja teherbe ejtette lányát. Alexa ezt követően gúnyolja Lalot és Serinát, miközben ki vannak kötözve, majd Babyface feltűnik és átviszi Serinát a szomszédszobába, és a nő könyörgése ellenére megerőszakolja. Concannon áttolja Tylert a pajtába, ahol már Alexa egy borotvával szabdalja Lalo bőrét. Kiderül, hogy Alexa rendező is szeretne lenni, hogy bebizonyítsa tud kegyetlen lenni, majd elkezdenek vitatkozni egymással. Wilson behívja a pajtába Babyfacet, így Serina egyedül marad. Nehezen ki tudja szabadítani a szögesdróttal rögzített kezét, és megszökik a szobából. Alexa mellkasba szúrja Lalot és megöli. Concannon elmondja lányának, hogy ő az egyetlen rendező a családban, majd lelövi. Babyfacet feldühítette Alexa halála, és neki támad Concannonnak. A küzdelem alatt Concannon elmondja, hogy ő Babyface apja. Tyler eközben kiszabadul, megragad egy kamerát, majd arra ösztönzi Babyfacet, hogy ölje meg Concannont – amit az megtesz. Ezután Babyface nekiront Tylernek is, de mielőtt megölné, Serina leszúrja hátulról egy hosszú vassal, ezzel megölve Babyfacet. Azonban Serinát leüti egy vaslapáttal Alexa, aki még mindig él, majd Tylert is leüti. Tyler a ház alagsorában lévő hátborzongató mozitermében ébred, ahol a közönség tagjai azok az emberek, akik meghaltak a Sziklák vére forgatása alatt, beleértve Concannont és Lalot. Alexa ad egy lehetőséget Tylernek, hogy amit szeretett volna dolog – Vágatlanul az egész filmet levetíti neki. Alexa távozik, így Tyler egyedül marad és végig nézi az összes véres halált, amit a szereplő tett. Hirtelen mániákus kacagásba tör ki Tyler, aztán a film átvált a stáblistára, így a film sorsa nyitott marad és rábízza a nézőkre a döntést.
Alexa lemegy a pincébe, hogy ellenőrizze Serinát. Serina a csuklójánál ki van láncolva, és küzd, hogy kiszabaduljon, majd Alexa megmutatja neki Babyface maszkját, hogy a baba örüljön neki. Serina több hónapos terhes, feltehetőleg Babyface gyereke (Alexa unokája). Alexa egy altatót énekel neki, miközben Serina sikoltozik.
|  | Itt a vége a cselekmény részletezésének! |

## Szereplők
- Sophie Monk – Alexa
- Tad Hilgenbrink – Tyler
- William Sadler – Concannon
- Janet Montgomery – Serena
- Alex Wyndham – Lalo

## Fordítás
- Ez a szócikk részben vagy egészben  a   The Hills Run Red (2009 film) című angol Wikipédia-szócikk fordításán alapul.  Az eredeti cikk szerkesztőit annak laptörténete sorolja fel. Ez a jelzés csupán a megfogalmazás eredetét és a szerzői jogokat jelzi, nem szolgál a cikkben szereplő információk forrásmegjelöléseként.